# 아프리이 아콰
에베네져 아프리이 아쿠아(영어: Ebenezer Afriyie Acquah, 1992년 1월 5일, 가나 수니아니 ~ )는 현재 알바틴 FC에서 뛰는 가나의 축구 선수다.